# Laurence Olivier Award all'attrice dell'anno in una nuova opera teatrale
Il Premio Laurence Olivier all'attrice dell'anno in una nuova opera teatrale (Laurence Olivier Award for Actress of the Year in a New Play) è stato un riconoscimento teatrale, presentato dalla Society of London Theatre, assegnato alle migliori attrici protagoniste in nuove opere teatrali.
I premi furono istituiti come Society of West End Theatre Awards nel 1976 e rinominati nel 1984 in onore dell'attore e regista inglese Laurence Olivier.
Questo premio è stato assegnato dal 1976 al 1984, poi nel 1985 il premio è stato combinato con il premio Attrice dell'anno in un revival per creare il premio Migliore attrice. Il premio originale come Attrice dell'anno in una nuova opera teatrale è tornato un'ultima volta, per la cerimonia del 1988.

## Vincitrici e candidate

### Anni 1970
- 1976
  - Peggy Ashcroft - Old World
  - Pauline Collins - Engaged
  - Penelope Keith - Donkeys' Years
  - Joan Plowright - The Bed Before Yesterday
- 1977
  -  Alison Fiske - Dusa, Fish, Stats and Vi
  - Glenda Jackson - Stevie
  - Glynis Johns - Cause Célèbre
  - Rosemary Leach - Just Between Ourselves
- 1978
  -  Joan Plowright - Filumena Marturano
  - Yvonne Bryceland - The Woman
  - Sylvia Miles - Vieux Carré
  - Kate Nelligan - Plenty
- 1979
  -  Jane Lapotaire - Piaf
  - Constance Cummings - Wings
  - Gemma Jones - And a Nightingale Sang
  - Jessica Tandy - The Gin Game

### Anni 1980
- 1980
  -  Frances de la Tour - Duet for One
  - Shelagh Holliday - A Lesson from Aloes
  - Glenda Jackson - Rose
  - Joan Plowright - Enjoy
- 1981
  -  Elizabeth Quinn - Figli di un dio minore
  - Eileen Atkins - Passion Play
  - Janet Dale - The Accrington Pals
  - Maggie Smith - Virginia
- 1982
  -  Rosemary Leach - 84, Charing Cross Road
  - Judy Davis - Insignificance 	
  - Judi Dench - Other Places
  - Anna Massey - Summer
- 1983
  -  Judi Dench - Pack of Lies
  - Sara Kestelman - The Custom of the Country
  - Maureen Lipman - Messiah
  - Janet Suzman - Cowardice
- 1984
  -  Thuli Dumakude - Poppie Nongena
  - Brenda Blethyn - Benefactors
  - Julie Covington - Tom & Viv
  - Julie Walters - Fool for Love
- 1988
  - Pauline Collins - Shirley Valentine
  - Gillian Barge - Mrs. Klein
  - Saskia Reeves - Separation
  - Penelope Wilton - The Secret Rapture